# Еротоманија
Еротоманија, такође позната као де Клерамбоов синдром, је релативно неуобичајено параноично стање које се карактерише делузијама појединца да је друга особа заљубљена у њих. Наведен је у DSM-5 као подтип делузионалног поремећаја. Обично, почетак еротоманије је изненадан, а ток је хроничан.
Овај поремећај се најчешће примећује (иако не искључиво) код жена које су стидљиве, зависне и сексуално неискусне. Предмет заблуде је типично мушкарац који је недостижан због високог друштвеног или материјалног статуса, брака или незаинтересованости. Предмет опсесије такође може бити имагинарни, покојник или неко кога пацијент никада није срео. Заблуде о референци су уобичајене, јер еротомански појединац често опажа да им се шаљу поруке од тајног обожаваоца кроз безазлене догађаје, као што је бројеви регистарских таблица.

## Симптоми
Еротоманија је чешћа код жена, али може бити опаснија међу мушкарцима због повећаног ризика од насилног и уходилачког понашања.
Основни симптом еротоманије је да појединац има непоколебљиво уверење да је друга особа тајно заљубљена у њих. У неким случајевима, особа са овим стањем може веровати да су неки људи одједном "тајни обожаваоци". Најчешће, појединац има илузије да га воли недостижна особа која је обично познаник или неко кога особа никада није срела. Они такође могу искусити друге врсте илузија истовремено са еротоманијом, као што су заблуде о референцама, у којима опажени обожавалац тајно саопштава своју љубав суптилним методама као што су држање тела, распоред кућних предмета, боје, бројеви, регистарске таблице на аутомобилима из одређених држава и друге наизглед безазлене радње—или, ако је особа јавна личност, путем трагова у медијима као што су кодирани постови на друштвеним мрежама и смислени избор одеће. Неке заблуде могу бити екстремне, као што су зачеће, рођење и киднаповање деце која никада нису постојала или веровање да је појединац предодређен или изабран од Бога да буде предмет њихове опсесије. Објекти који су предмет делузија могу бити замењени другим током времена, а неки могу бити хронични у фиксним облицима.
Еротоманија има два облика: примарни и секундарни. Примарна еротоманија се такође обично назива де Клерамбоов синдром и лудило старе девојке и постоји сам без коморбидитета, има изненадни почетак и хроничан исход. Секундарни облик се налази заједно са менталним поремећајима као што је параноидна схизофренија, често укључује илузије прогона, халуцинације и грандиозне идеје, и има постепенији почетак. Пацијенти са „фиксним” стањем су теже болесни са сталним заблудама и мање реагују на лечење. Ове особе су обично стидљиве, зависне жене које су често сексуално или социјално неискусне. Код оних са блажим, рекурентним стањем, заблуде су краћег века и поремећај може постојати неоткривен од стране других годинама. Проблематична понашања укључују радње као што су позивање и слање порука, слање писама и нежељених поклона, упорно узнемиравање путем друштвених медија и е-поште, ненајављене посете кући, контактирање или покушај контакта са пријатељима, породицом или сарадницима објекта и друга упорна понашања ухођења.

## Узроци
Еротоманија се може појавити као примарни ментални поремећај или као симптом друге психијатријске болести. Код секундарне еротоманије, еротоманске заблуде су последица других менталних поремећаја као што су биполарни поремећај или схизофренија. Симптоми такође могу бити појачани алкохолизмом, злоупотребом супстанци (укључујући употребу канабиса) и употребом антидепресива. Можда постоји потенцијална генетска компонента, јер су породичне историје сродника у првом степену (родитељи, браћа и сестре) са историјом психијатријских поремећаја и/или деменције уобичајене. Поремећај такође има сличности у понашању са раном појавом Алцхајмерове болести (промене расположења, лоша процена, конфузија, халуцинације). 
Сигмунд Фројд је објаснио еротоманију као одбрамбени механизам за одбијање хомосексуалних импулса који могу довести до јаких осећања параноје, порицања, измештања и пројекције. Слично, то је објашњено као начин да се избори са тешком усамљеношћу или дефицитом ега након великог губитка. Еротоманија такође може бити повезана са незасићеним нагонима који се баве хомосексуалношћу или нарцизмом. Нека истраживања показују абнормалности мозга које се јављају код пацијената са еротоманијом, као што је повећана асиметрија темпоралног режња и већи волумен бочних комора од оних без менталних поремећаја.